# Shim Eun-jung
Shim Eun-jung, född 8 juni, 1971, är en sydkoreansk före detta badmintonspelare. Hon tog som bäst brons i badminton tillsammans med Gil Young-ah vid olympiska sommarspelen 1992 i Barcelona.